# Sylvie Dyclo-Pomos
Sylvie Dyclo-Pomos est une autrice, comédienne et metteuse en scène congolaise, née le 28 octobre 1973 à Brazzaville en république du Congo,. Grâce à son texte La folie de Janus, elle obtient une bourse d'encouragement à l'écriture du ministère français de la Culture et de la Communication en 2006.

## Biographie
Elle fait ses débuts sur scène dès 1994 et joue avec plusieurs doyens et doyennes du théâtre, notamment avec Paul Milongo (dit Ebendékilo), Victor Ntouakanda, Pascal Mayenga, Charles Baloukou, Victor Louya, Bernadette Bayonne, Georgette Kouatila, Alphonsine Moundélé, Adolphine Milandou et bien d’autres figures emblématiques du théâtre congolais. Après des études de lettres modernes à l'université Marien Ngouabi de Brazzaville.

## Publications
- La Traversée (2004)
- La Folie de Janus (2005)
- La folie de Janus et Les griots du boss (2010)
- Coma bleu (2013), présenté en lecture par France Culture à Avignon et créé au festival Mantsina à Brazzaville.